# Línea 36 (Buenos Aires)
La línea 36 fue una línea de colectivos del Área Metropolitana de Buenos Aires que operó hasta 2019, cuando su recorrido fue fusionado con el de la línea 141.
La línea unía Plaza Italia, en el barrio de Palermo, con Puente La Noria y Villa Celina a través de dos ramales identificados como A y B.
Durante la mayor parte de su existencia la línea fue operada por la Empresa de Transportes Mariano Moreno S.A., que en la década de 1990 pasó a ser una subsidiaria del Grupo Plaza. En 2018, tras la disolución del grupo, pasó a ser operada por la empresa Mayo S.A.T.A, anteriormente también subsidiaria del Grupo Plaza y operadora de la línea 141. 
En junio de 2018 la línea suspendió su servicio debido a falta de fondos, y la Comisión Nacional de Regulación del Transporte decidió iniciar un expediente a la empresa por "abandono del servicio". Usuarios de la línea realizaron manifestaciones demandando el restablecimiento del servicio. En agosto de 2018 la línea volvió a funcionar, aunque de manera irregular debido a falta de pago de salarios, lo que derivó en paros gremiales.
Finalmente, en abril de 2019, el Ministerio de Transporte de la Nación decidió suprimir la línea 36, incorporando su recorrido como ramal de la línea 141.

## Recorrido

### Ramal A
- IDA

Desde Av. Presidente Domingo Faustino Sarmiento y Av. Colombia (en cercanía a la plaza Francisco Seeber) por Av. Domingo Faustino Sarmiento, Calzada Circular De Plaza Italia, Thames, Paraguay, Julian Álvarez, Francisco Acuña De Figueroa, Rocamora, Av. Medrano, Sarmiento, Antonio Machado, Av. Patricias Argentinas, Leopoldo Marechal, Franklin, Juan B. Ambrosetti, Felipe Vallese, Hidalgo, Av. Rivadavia, Santiago De Las Carreras, Coronel Ramon L. Falcon, Av. Olivera, Primera Junta, Escalada, Au. Tte. Gral. Luis J. Dellepiane, Murguiondo, Cnel. Martiniano Chilavert, Lisandro de La Torre, Av. Gral. Francisco Fernández De La Cruz, Av. Grl. Paz, Cnel. Martiniano Chilavert, Av. Gral. Paz, Franklin Delano Roosevelt, Rizzuto, Juan Rava, Olavarria, Unanue, Av. Gral. San Martín hasta Chavez.
- REGRESO

Desde Av. Gral. San Martín y Chavez por Av. Gral. San Martín, Unanue, Olavarria, Juan Rava, Rizzuto, Franklin Delano Roosevelt, Av. Gral. Paz, Av. Gral. Francisco Fernández de la Cruz, Larrazabal, Au. Tte. Gral. Luis J. Dellepiane, Escalada, Av. Olivera, Cnel. Ramon L. Falcon, Lacarra, Av. Rivadavia, Rosario, Del Barco Centenera, Guayaquil, Av. José Maria Moreno, Av. Acoyte, Av. Diaz Vélez, Av. Patricias Argentinas, Franklin, Ramos Mejía, Vera, Lavalleja, Av. Corrientes, Gascón, Aráoz, Av. Santa Fe, Calzada Circular De Plaza Italia, Av. Pte. Domingo Faustino Sarmiento y da media vuelta hasta estacionar en Av. Pte. Domingo Faustino Sarmiento y Av. Colombia.

### Ramal B (Puente La Noria)
- IDA

Desde Av. Pte. Domingo Faustino Sarmiento y Av. Colombia, Av. Pte. Domingo Faustino Sarmiento, Calzada Circular de Plaza Italia, Thames, Paraguay, Julian Álvarez, Francisco Acuña De Figueroa, Rocamora, Av. Medrano, Sarmiento, Antonio Machado, Av. Patricias Argentinas, Av. Diaz Vélez, Leopoldo Marechal, Franklin, Juan B. Ambrosetti, Felipe Vallese, Hidalgo, Av. Rivadavia, Santiago De Las Carreras, Cnel. Ramon L. Falcon, Av. Olivera, Primera Junta, Escalada, Au. Tte. Gral. Luis J. Dellepiane, Murguiondo, Coronel Martiniano Chilavert, Lisandro de la Torre, Av. Gral. Francisco Fernández De La Cruz, Av. Gral. Paz, Cnel. Martiniano Chilavert, Av. Gral. Paz, Cruce Puente La Noria, Camino Presidente Juan Domingo Peron, Cosquín hasta Azamor.
- REGRESO

Desde Cosquín y Azamor Por Camino Presidente Peron, Cruce Puente La Noria, Av. Gral. Paz, Av. Gral Francisco Fernández de la Cruz, Larrazabal, Au. Tte Gral. Luis J. Dellepiane, Escalada, Av. Olivera, Cnel. Ramon L. Falcon, Lacarra, Av. Rivadavia, Rosario, Del Barco Centenera, Guayaquil, Av. José Maria Moreno, Av. Acoyte, Av. Diaz Vélez, Av. Patricias Argentinas, Franklin, Ramos Mejía, Vera, Lavalleja, Av. Corrientes, Gascón, Araoz, Av. Santa Fe, Calzada Circular de Plaza Italia, Av. Pte. Domingo Faustino Sarmiento, da media vuelta hasta estacionar cerca de Av. Pte. Domingo Faustino Sarmiento y Av. Colombia.

### Ramal C (Puente La Noria)
- IDA

Desde Av. Pte. Domingo Faustino Sarmiento y Av. Colombia, Av. Pte. Domingo Faustino Sarmiento, Calzada Circular de Plaza Italia por Thames, Paraguay, Julian Álvarez, Francisco Acuña De Figueroa, Rocamora, Av. Medrano, Sarmiento, Antonio Machado, Av. Patricias Argentinas, Av. Diaz Vélez, Leopoldo Marechal, Franklin, Juan B. Ambrosetti, Felipe Vallese, Hidalgo, Av. Rivadavia, Santiago de las Carreras, Cnel. Ramon L. Falcon, Av. Olivera, Primera Junta, Escalada, Au. Tte. Gral. Luis J. Dellepiane, Murguiondo, Cnel. Martiniano Chilavert, Lisandro de La Torre, Av. Gral. Francisco Fernández de la Cruz, Av. Gral. Paz, Cnel. Martiniano Chilavert, Av. Gral. Paz, Cruce Puente La Noria, Camino Presidente Juan Domingo Peron, Cosquín hasta Azamor.
- REGRESO

Desde Cosquín y Azamor Por Camino Presidente Peron, Cruce Puente La Noria, Av. Gral. Paz, Av. Gral. Francisco Fernández de la Cruz, Larrazabal, Au. Tte Gral Luis J. Dellepiane, Escalada 2900-2200, Av. Olivera, Cnel. Ramon L. Falcon, Lacarra, Av. Rivadavia, Rosario, Del Barco Centenera, Guayaquil 900-500, Av. José Maria Moreno, Av. Acoyte, Av. Diaz Vélez, Av. Patricias Argentinas, Franklin, Ramos Mejía, Vera, Lavalleja, Av. Corrientes, Gascón, Araoz, Av. Santa Fe, Calzada Circular de Plaza Italia, Av. Pte. Domingo Faustino Sarmiento, da media vuelta hasta estacionar en Av. Pte. Domingo Faustino Sarmiento y Av. Colombia.